# روبن توروسیان
روبن هوهانسی توروسیان (ارمنی: Ռուբեն Հովհաննեսի Թորոսյան؛ زادهٔ ۱۷ اوت ۱۹۵۰) یک  سیاستمدار اهل ارمنستان است که از تاریخ ۱۹۹۰ تا تاریخ ۱۹۹۵ سمت نمایندگی دوره اول شورای عالی جمهوری ارمنستان را برعهده داشت.

## زندگی‌نامه
در ۱۷ اوت ۱۹۵۰ ‏در ارمنستان به دنیا آمد . 